# LGA 1366
LGA 1366 (Socket B) — процессорный разъём для процессоров фирмы Intel, преемник LGA775 для высокопроизводительных настольных систем и разъёма LGA771 для серверов. Выполнен по технологии Land Grid Array (LGA). Представляет собой разъём с подпружиненными или мягкими контактами, к которым с помощью специального держателя с захватом и рычага прижимается процессор, имеющий контактные площадки.
Увеличение количества контактных площадок связано с переносом контроллера памяти непосредственно на кристалл процессора и использованием нового протокола QuickPath Interconnect вместо ранее использовавшегося Quad-Pumped Bus.
Поддерживает работу с обновлённым модулем стабилизатора напряжения — VRM 11.1, который поддерживает ряд новых функций, таких как Power on Configuration (POC), Market Segment Identification (MSID) и Power State Indicator Input (PSI#).
Функции VID_Select, VR-Fan и VR10 VID из арсенала VRM 11.1 удалены.
В настоящее время не поддерживается, в конце 2011 года ему на смену пришёл Socket R (LGA 2011).
Серверные процессоры Intel Xeon для данного сокета поддерживают работу в двухсокетных конфигурациях. Помимо этого у них есть большой разгонный потенциал.

## Поддерживаемые процессоры
Jasper Forest:
- Celeron P1053 — 1.33 ГГц, 1 ядро (2 потока, 256 Кб L2, 2 Мб L3), 2* DDR3-800 (с поддержкой ECC), 30 Вт

Gulftown
- Core i7 970 — 3,20 ГГц, Turbo Boost — 3,46 ГГц, 6 ядер, TDP 130 Вт, 12 МБ кэша L3 — 3-й квартал 2010 года
- Core i7 980 — 3,33 ГГц, Turbo Boost — 3,60 ГГц, 6 ядер, TDP 130 Вт, 12 МБ кэша L3 — 2-й квартал 2011 года
- Core i7 980X Extreme Edition — 3,33 ГГц, Turbo Boost — 3,60 ГГц, 6 ядер, TDP 130 Вт, 12 МБ кэша L3 — 1-й квартал 2010 года
- Core i7 990X Extreme Edition — 3,46 ГГц, Turbo Boost — 3,73 ГГц, 6 ядер, TDP 130 Вт, 12 МБ кэша L3 — 1-й квартал 2011 года

Bloomfield
- Core i7 960 — 3,20 ГГц (4х256 Кб L2, 8 Мб L3) — с 4 квартала 2009 года
- Core i7 950 — 3,06 ГГц (4х256 Кб L2, 8 Мб L3) —
- Core i7 940 — 2,93 ГГц (4х256 Кб L2, 8 Мб L3) —
- Core i7 930 — 2,80 ГГц (4х256 Кб L2, 8 Мб L3) — выход на рынок — 1 квартал 2010 года
- Core i7 920 — 2,66 ГГц (4х256 Кб L2, 8 Мб L3)
- Core i7 965 Extreme Edition — 3,2 ГГц (4х256 Кб L2, 8 Мб L3) — 1 квартал 2009 года
- Core i7 975 Extreme Edition — 3,33 ГГц (4х256 Кб L2, 8 Мб L3) — 2 квартал 2009 года
- серии Xeon 35xx[3], 55xx, 56xx.